# 발데마르 페겔라인
발데마르 페겔라인(독일어: Waldemar Fegelein, 1912년 1월 9일 ~ 2000년 11월 20일)은 나치 독일의 무장친위대 대원으로 최종 계급은 연대지도자(대령급)이다. 아돌프 히틀러와 동서지간인 헤르만 페겔라인의 친동생이다.

## 약력
1912년 1월 9일 바이에른 왕국 안스바흐에서 태어났다. 페겔라인의 부친은 뮌헨에서 승마학교를 운영했으나 1920년대 대공황으로 인해 학교 문을 닫아야 했다.
발데마르 페겔라인은 SS-VT(무장친위대의 전신)에 자원입대했고 제2차 세계 대전 당시 제2SS기병연대를 지휘하여 1943년 12월 기사십자 철십자장을 수훈받았다. 당시 계급은 돌격대지도자(소령급)였다.
발데마르 페겔라인은 러시아 빨치산들과 유대인들을 학살한 혐의가 있으며, 특히 대분란전 싹쓸이 초토화 작전인 "투로프 작전"을 수행하던 도중인 1941년 8월 21일 스트로빈 읍에서 유대인 남자 21명을 죽였다고 알려져 있다. 발데마르의 형 헤르만 페겔라인의 보고에 따르면 투로프 작전에 의해 13,000 명 이상의 유대인과 빨치산이 죽었다고 한다. 발데마르 페겔라인은 1944년 12월 21일 연대지도자(대령급)로 승진했고 1945년 2월에는 제37SS의용기병사단 뤼초프 초대 사단장이 되었다.
베를린 공방전 도중 히틀러를 버리고 도망치다가 잡혀 죽은 형 헤르만과 달리 발데마르 페겔라인은 전쟁 이후까지 생존했으며 1946년 12월 25일 다름슈타트 포로수용소에서 석방되었다. 이후 악셀 페겔라인이라고 이름을 바꾸고 바트뵈리쇼펜 근교에서 승마학교를 운영하며 살았다. 이후 여생 내내 자신의 전범행위 의혹에 관해 어떠한 해명도 내놓지 않다가 2000년 11월 20일 향년 88세로 죽었다. 1990년에 향년 66세로 먼저 죽은 아내 아넬리제와 합장되었다.
| 전임 (신설) | 제1대 제37SS의용기병사단 뤼초프 사단장 1945년 2월 – 1945년 3월 | 후임 연대지도자 카를 게젤레 |